# مرغاب (كيسكان)
مرغاب (بالفارسية: مرغاب) هي قرية تقع في إيران في قسم كيسكان الريفي. يقدر عدد سكانها بـ 15 نسمة .